# Jerrishoe
Jerrishoe település Németországban, Schleswig-Holstein tartományban. Lakosainak száma 1002 fő (2023. december 31.).

## Népesség
A település népességének változása:
| Lakosok száma | 690  | 948  | 953  | 1017 | 1028 | 1002 |
|               | 1975 | 2017 | 2019 | 2021 | 2022 | 2023 |